# Lijst van ministers-presidenten van Mecklenburg-Voor-Pommeren
Hieronder volgt een lijst van ministers-presidenten van de Duitse deelstaat Mecklenburg-Voor-Pommeren.
Mecklenburg-Voor-Pommeren ontstond op 1 januari 1934 (als Mecklenburg), na samenvoeging van Mecklenburg-Schwerin, Mecklenburg-Strelitz en de hanzestad Lübeck.
| Nr. | Minister-president van Mecklenburg-Voor-Pommeren Ministerpräsident des Mäkelborg-Vörpommern | Minister-president van Mecklenburg-Voor-Pommeren Ministerpräsident des Mäkelborg-Vörpommern | Minister-president van Mecklenburg-Voor-Pommeren Ministerpräsident des Mäkelborg-Vörpommern | Ambtstermijn     | Ambtstermijn    | Partij |
| --- | ------------------------------------------------------------------------------------------- | ------------------------------------------------------------------------------------------- | ------------------------------------------------------------------------------------------- | ---------------- | --------------- | ------ |
| 1 |                                                                                             |                                                                                             | Wilhelm Höcker (1886–1955)                                                                  | 10 december 1946 | 20 juli 1951    | SED    |
| 2 |                                                                                             |                                                                                             | Kurt Bürger (1894–1951)                                                                     | 20 juli 1951     | 30 juli 1951    | SED    |
| 3 |                                                                                             | Bernhard Quandt                                                                             | Bernhard Quandt (1903–1999)                                                                 | 30 juli 1951     | 23 juli 1952    | SED    |
| Vacant de deelstaat Mecklenburg-Voor-Pommeren was van 1952 tot 1990 afgeschaft na de Duitse hereniging in 1990 weer hersteld |                                                                                             |                                                                                             |                                                                                             |                  |                 |        |
| 4 |                                                                                             | Alfred Gomolka                                                                              | Alfred Gomolka (1942–2020)                                                                  | 3 oktober 1990   | 19 maart 1992   | CDU    |
| 5 |                                                                                             | Berndt Seite                                                                                | Berndt Seite (1940)                                                                         | 19 maart 1992    | 3 november 1998 | CDU    |
| 6 |                                                                                             | Harald Ringstorff                                                                           | Harald Ringstorff (1939–2020)                                                               | 3 november 1998  | 6 oktober 2008  | SPD    |
| 7 |                                                                                             | Erwin Sellering                                                                             | Erwin Sellering (1949)                                                                      | 6 oktober 2008   | 2 juni 2017     | SPD    |
| 8 |                                                                                             | Manuela Schwesig                                                                            | Manuela Schwesig (1974)                                                                     | 2 juni 2017      | heden           | SPD    |

| Persoon                                                | periode                                                | partij                                                 |
| Land Mecklenburg ten tijde van het nationaalsocialisme | Land Mecklenburg ten tijde van het nationaalsocialisme | Land Mecklenburg ten tijde van het nationaalsocialisme |
| Ministers-presidenten Ministerpräsidenten              | Ministers-presidenten Ministerpräsidenten              | Ministers-presidenten Ministerpräsidenten              |
| ------------------------------------------------------ | ------------------------------------------------------ | ------------------------------------------------------ |
| Hans Egon Schnell                                      | 1 januari 1934 - 25 oktober 1934                       | NSDAP                                                  |
| Friedrich Scharf                                       | 25 oktober 1934 - mei 1945                             | NSDAP                                                  |
| Rijksstadhouder Reichsstatthalter                      |                                                        |                                                        |
| Friedrich Hildebrandt                                  | 1 januari 1934 - 1 mei 1945                            | NSDAP                                                  |
| Mecklenburg-Voor-Pommeren ten tijde van de SBZ         |                                                        |                                                        |
| Landsadministrators Landesadministrator                |                                                        |                                                        |
| Hans Jess                                              | mei 1945                                               | CDUD                                                   |
| Eduard Friedrich Stratmann                             | mei 1945 - 18 juni 1945                                | LDPD                                                   |
| Hans Jess                                              | 18 juni 1945 - juni 1945                               | CDUD                                                   |
| Reinhold Lobedanz                                      | juni 1945 - 9 juli 1945                                | CDUD                                                   |

## Verwijzing
1. ↑  Overleden tijdens ambtstermijn
2. ↑  Tot 1 januari 1934 Rijksstadhouder van Mecklenburg-Schwerin, Mecklenburg-Strelitz en Lübeck